# Ujung Padang (Manggeng)
Ujung Padang is een bestuurslaag in het regentschap Aceh Barat Daya van de provincie Atjeh, Indonesië. Ujung Padang telt 720 inwoners (volkstelling 2010).